# Gotthard Erythraeus
Gotthard Erythraeus   (Estrasburg, 1560 - Altdorf bei Nürnberg, 1617), també Gotthard Erythräus, fou un compositor eclesiàstic alemany.
Va ser professor de música de l'escola d'Altdorf bei Nürnberg (1595) i director des del 1609 fins a la seva mort allà el 1617.
Només és conegut per dues obres: Psalmi et cantica varia i Herrn D. Mart. Lutheri und anderer Gottesfürchtiger Männer Psalmen und Geistliche Liederh, ambdues impreses a Nuremberg el 1608.

## Biografia
- Enciclopèdia Espasa volum nº. 20, pàg. 500 (ISBN 84-239-4520-0)